# ديفيد لوب
ديفيد لوب (بالإنجليزية: David Loeb)‏ هو ملحن أمريكي، ولد في 1 مايو 1939.

## وصلات خارجية
- ديفيد لوب على موقع ميوزك برينز (الإنجليزية)
- ديفيد لوب على موقع ديسكوغز (الإنجليزية)